# U.S. Sassuolo Calcio
U.S. Sassuolo Calcio (jednostavnije poznatiji kao Sassuolo Calcio ili samo Sassuolo) talijanski je nogometni klub iz grada Sassuola, u regiji Emilia-Romagna. Trenutačno nastupa u Serie A. Sassuolo je osnovan 1920. godine, a 1968. prošli su u Serie D. Od 2013./14. nastupaju u Serie A. Najbliže plasmanu u Serie A klub je bio 2012. godine kada su završili 3. u Serie B, no naposljetku su izgubili u doigravanju te je Sampdoria kao šestoplasirana momčad druge lige uspjela ostvariti promociju u viši rang natjecanja.

## Klupske boje
Klupske boje su zelena i crna, a njih su nogometaši Sassuola naslijedili od engleskog kluba Lancaster Roversa.

## Stadion
Domaći stadion Sassuola je Stadio Enzo Ricci, no zbog premalog kapaciteta klub svoje utakmice u Serie B i u Serie A igra u na stadionu Mapei Stadium koji prima 21.584 gledatelja.

## Poznati igrači
| - Richmond Boakye - Martin Erlić - Federico Peluso |

## Vanjske poveznice
- Službene stranice